# 欧冶子
欧冶子（歐冶子、おうやし、? - 紀元前3世紀頃?）は、春秋時代末期越国の刀鍛冶師。
同門の鍛冶師には干将がおり、莫耶の父でもある。
母方の叔父から鍛冶を習得、冶金技術、鉄と銅の性能の違いを研究しつくし、数々の名剣、伝説の剣を造り出したといわれる。

## 宝剣
泰阿剣
欧冶子と干将の合作の剣であり、楚王が晋軍を殲滅する神話的な伝説がある。
（詳しくは泰阿剣を参照）
工市剣
龍淵剣

## 五柄宝剣

### 魚腸剣
越王允常が欧冶子に造らせた五振りの剣（短剣）のうちの一つ。薛燭によれば、これは逆理の剣で、これを帯びる者は臣であればその君を弑し、子であればその父を弑するという。呉に贈られたこの剣の名は呉王僚の暗殺に使われたときの話、（暗殺者である専諸が呉王僚を暗殺する際に焼魚料理の魚の腹の中に短剣を隠したという）から魚腸剣といわれるようになった。

### 純鈞剣
越王允常が欧冶子に造らせた五振りの剣のうちの一つ。この剣を造る時、赤菫の山が裂けて錫が現れ、若耶の渓が涸れて銅が現れ、雨師が水を撒き、雷光が太鼓を叩き、蛟龍が炉を捧げ、天帝が炭をくべ、太一が降ってきてこれを見たといい、欧冶子は天地の精により、技巧の限りを尽くしてこの剣を鍛えたという。「淳鈞」「湻均」ともいう。

### 湛盧剣
薛燭によれば、これを帯びる者は敵を討つことが出来、謀反を企む臣下がいれば、他国に去らせることが出来るという。允常はこれを呉に贈るが、呉王闔閭の暴虐無道ぶりを嫌った湛盧は自ら楚に飛んでいったので、楚の昭王はいながらにしてこの剣を手に入れた。

### 巨闕剣
薛燭によれば、この剣はすでに光を失っており、宝剣ではないという。「鉅闕」とも。

### 勝邪剣
災い（邪）に勝つという意味の名の湛盧・魚腸とともに越王から呉王に贈られた。ある時、呉王闔閭は、自分が半分食べた魚の残りを娘の滕玉に食べさせようとした。しかし、滕玉はこれを自分への辱めと受け取り自殺。闔閭は大々的な葬儀を行い、勝邪剣は滕玉の副葬品となった。薛燭によれば、これは宝剣ではなく、華も輝きもなく、魂を失っているといい、風湖子は、不法の物で人のためにはならないので死者に贈られたのだという。